# ロメオ・ベネッティ

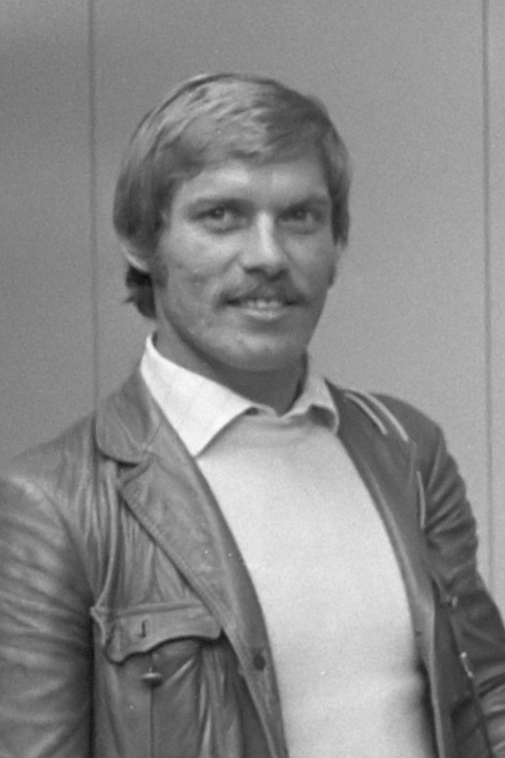
ロメオ・ベネッティ

ロメオ・ベネッティ（Romeo Benetti、1945年10月20日 - ）は、イタリア出身の元同国代表の元サッカー選手。ポジションはMF。

## 所属クラブ
- 1963年-1964年 ボルツァーノ
- 1964年-1965年 ACシエナ
- 1965年-1967年 ターラント
- 1967年-1968年 パレルモ
- 1968年-1969年 ユヴェントス
- 1969年-1970年 サンプドリア
- 1970年-1976年 ACミラン
- 1976年-1979年 ユヴェントス
- 1979年-1981年 ASローマ